# 芳构化反应
芳构化反应，主要指由烷烃或环烷烃转变为芳香烃的反应，例如环己烷脱氢生成苯。通常在加热，加压和催化剂（往往是贵金属）的存在下进行。石油馏分经芳构化可得高辛烷值的汽油，也可得到苯，甲苯等芳香烃，这是工业上生产芳香烃的一种重要途径。